# Vrijdag met Vrienden
Vrijdag met Vrienden was een talkshow van de Nederlandse publieke omroep WNL. Het werd iedere vrijdagavond van half negen tot tien voor half tien op Nederland 3 uitgezonden.
In het programma praatte Eva Jinek met vrienden van een inspirerende, bekende Nederlander en zijn of haar vriendengroep over vriendschap, actualiteit, leven, werk en herkenbare dilemma's.